# Фридрих Вильгельм I (курфюрст Бранденбурга)
Фридрих Вильгельм I Бранденбургский (нем. Friedrich Wilhelm von Brandenburg; 16 февраля 1620, Кёльн-на-Шпрее — 29 апреля 1688, Потсдам) — курфюрст бранденбургский, прозванный Великим курфюрстом (нем. Großer Kurfürst), и герцог Пруссии из династии Гогенцоллернов. Сын курфюрста Георга Вильгельма и Елизаветы Шарлотты Пфальцской.

## Юность
Когда Фридриху было 14 лет, отец отправил его в Голландию, к его родственнику — Фридриху Генриху Оранскому. В Лейденском университете (одном из центров кальвинизма) будущий курфюрст изучал право, историю и политику. Здесь он увлёкся культурой Голландии, которую сумел в достаточной мере оценить. Под руководством Фридриха-Генриха он прошёл и прекрасную военную школу.
В 1638 году Фридрих Вильгельм был отозван в Бранденбург. Однако близких отношений с отцом у него не установилось. Многочисленные придворные партии, боровшиеся между собой по политическим и религиозным вопросам, отсутствие всякой твёрдой инициативы, политика наживы и личных выгод — черты, характеризовавшие положение Бранденбурга, когда курфюрстом стал Фридрих Вильгельм.

## Начало правления
Фридрих Вильгельм взошёл на престол в 1640 году. Этому событию посвящена памятная монета Иоганна Хёна.
С первого же года своего царствования (1640 год) Фридрих осознал трудные и сложные условия, в которых находился Бранденбург. При Георге Вильгельме Бранденбург в силу Пражского мира был тесно связан с Священной Римской империей.
Новый курфюрст решился резко изменить политику: в 1641 году он встал на сторону шведов, заключив с ними перемирие, и занялся устройством своей армии. Всесильный в предшествовавшее царствование министр Адам Шварценберг, сторонник Священной Римской империи, как раз в это время умер, и курфюрст мог решительно взяться за руководство внешней политикой.
В первые же годы царствования Фридриха Вильгельма возник проект женитьбы его на Кристине, дочери Густава II Адольфа, но против этого проекта восстали как в Швеции, так и в Бранденбурге, и он был оставлен; курфюрст женился на Луизе Генриетте Нассау-Оранской, дочери штатгальтера Фридриха Генриха.
Во время мирных переговоров по окончании Тридцатилетней войны, окончившихся Вестфальским миром, Фридрих Вильгельм тщетно пытался добиться присоединения к Бранденбургу всей Померании; он получил только восточную её часть — Заднюю Померанию (нем. Hinterpommern). В качестве компенсации за Бранденбургом были признаны епископства Магдебурга, Хальберштадта, Миндена и Каммина.

## Внутренняя политика
После войны внимание Фридриха-Вильгельма обращено было на внутренние реформы. Величайшим бедствием Бранденбурга было отсутствие всякой сплочённости; интересы государства нередко приносились в жертву интересам сильных корпораций. Друг против друга стояли сословное государство и чиновное государство. Отдельные части Бранденбургского государства отказывались подчиняться центральной власти. Ни чувства долга, ни чувства общего интереса, ни выдержки, ни честности не находил вокруг себя Фридрих Вильгельм. Он «работал больше своего секретаря», сам входя во все детали внутреннего управления, один представляя собой идею государства и являясь высшей, последней инстанцией. Мало-помалу отдельные части государства начинают сознавать себя «membra unius capitis» (лат. букв. «членами одной головы», в переносном смысле «частями единого целого»).
Большим влиянием на Фридриха Вильгельма пользовался в первой половине его царствования Георг Фридрих Вальдекский, но процесс, которым был уничтожен характерный для средних веков провинциализм на землях Гогенцоллернов, был направляем самим курфюрстом. Ввиду того, что население Бранденбурга после Тридцатилетней войны значительно уменьшилось и целые округа обращены были в пустыни, Фридрих Вильгельм открыл широкий доступ в Бранденбург всем бездомным изгнанникам, бродячим солдатам и даже грабителям, которые хотели снова обратиться в честных людей. «Его железная воля и наследственные в роде Гогенцоллернов предания строгой дисциплины служили ему залогом в том, что весь этот разношёрстный сброд согнётся у него под иго закона».
Затем он стал привлекать к себе изо всех стран колонистов, преимущественно кальвинистов. Прежде всего в Бранденбург явились голландцы, за ними французы. Первые создали в Бранденбурге обширную систему канализации (мелиорации), благодаря которой осушены были болота. Они ввели здесь и лучшее скотоводство, и огородничество. Потсдамским эдиктом от 29 октября 1685 года Фридрих Вильгельм обещал всем колонистам привилегии и льготы по торговле, свободу от податей на 10 лет и бесплатный приём в цехи. Составлен был особый фонд вспомоществования колонистам.
Французских эмигрантов в Пруссии было до 20 000 человек; в одном Берлине их набралось до 6000 (массовая эмиграция из Франции была связана с отменой Нантского эдикта). Открыты были фабрики: шёлковые и шерстяные, зеркальные и свечные. Нововведения вносились во все промыслы. Основывались крупные торговые дома. Громадно было значение эмигрантов и в деле просвещения (например, медицина); влияние голландцев сказалось на архитектуре, французов — в живописи. Внимание Фридриха Вильгельма было направлено и на создание бранденбургского флота, и на развитие колоний (в Гвинее, в 1683 году).
Фридрих Вильгельм занимался и вопросами просвещения. При нём основан был университет в Дуйсбурге, в Берлине была открыта публичная библиотека. Введены были акцизы на все предметы потребления. Доходы государства с 40 000 талеров поднялись до 1,5 миллионов; этому способствовала и бережливость Фридриха Вильгельма.
Значительные расходы шли на формирование сильной армии. В этом деле помощниками курфюрста были генерал-фельдмаршал Отто Кристоф фон Шпарр и фельдмаршал Георг фон Дерффлингер. Перед смертью курфюрста численность бранденбургской армии равнялась 37 000 человек. Среди гражданских министров особым влиянием пользовался Отто фон Шверин.

## Внешняя политика

### Юлихская война
После приобретений в результате Тридцатилетней войны первоначально Фридрих-Вильгельм попытался утвердиться в рейнских землях Клеве и Юлихе. Между Бранденбургом и Нейбургом возникла так называемая Юлихская война. Начиная её, Фридрих Вильгельм рассчитывал на помощь Вильгельма II Оранского и Мазарини, но первый умер в 1650 году, а второй потерял своё влияние, что усилило в Средней Европе католическую Габсбургскую партию. После значительного поражения, понесённого бранденбургскими войсками, курфюрст поспешил в 1651 году заключить со своим противником мир.

### Борьба засуверенитетПруссии
Внимание Фридриха-Вильгельма направляется с этих пор на Пруссию, которой курфюрсты владели в ленной зависимости от Польши. Желание уничтожить эту зависимость и достигнуть суверенитета Пруссии заставило курфюрста принять участие в шведско-польской войне 1655—1661 годов.
7 января 1656 года был заключён договор в Кёнигсберге, который обязывал курфюрста иметь наготове для шведов значительные военные силы. Новый договор в Мариенбурге (июнь 1656 года) ещё теснее связывал курфюрста с королём Карлом X. Победа над поляками в трёхдневной битве под Варшавой, одержанная при помощи бранденбургских войск, подняла военный престиж курфюрста. 20 ноября Карл Χ заключил с курфюрстом третий договор в Лабиау, по которому Фридрих-Вильгельм получал полный суверенитет в Пруссии.
Достигнув своей цели, курфюрст стал подумывать о перемене фронта и о сближении с польско-императорской партией. Ему было очень важно получить именно от польского короля санкцию суверенитета в Пруссии. О перемене позиции курфюрста его бывшие союзники узнали только тогда, когда она была уже совершившимся фактом.
К лету 1657 года дипломатическое сближение курфюрста с Польшей значительно подвинулось вперёд. В сентябре этого года заключён был договор в Велау, обеспечивший за курфюрстом верховную власть над Пруссией. 6 ноября Велауский трактат был ратифицирован в Бромберге. Оливский мир 1660 года подтвердил Велауское соглашение.
Теперь все старания курфюрста были направлены на то, чтобы фактически осуществить свою власть в Пруссии. Предстояла борьба с привилегированным населением городов и с дворянами. Сословия отказались присягать своему новому суверену и искали сближения с Польшей. Во главе городской оппозиции стал Иероним Роде из Кёнигсберга, а во главе дворянской — фон Калькштейн. Фридрих-Вильгельм действовал с неутомимой энергией и большой строгостью. Заключив главнейших вожаков восстания в тюрьму, он в 1663 годы усмирил недовольные классы. Калькштейн, убежав из тюрьмы в 1668 году, явился к польскому королю с просьбой о помощи против тирана; он уверял короля, что Пруссия ищет лишь случая вернуться под польский суверенитет. Курфюрст тщетно требовал выдачи преступника. Хитростью завлечённый в Мемель, Калькштейн был казнён в 1671 году.

### Борьба заПомеранию
За прусским вопросом на очередь стал померанский. Он определяет собою всю политику Фридриха-Вильгельма во второй половине его царствования. Ради решения этого вопроса он искал сближения с императором, Голландией, Данией, Россией.
В антифранцузской коалиции, организованной Голландией в 1672 году, Фридрих-Вильгельм принимал самое деятельное участие, негодуя на нерешительность и медлительность императора. Последнее обстоятельство заставило его в 1673 году заключить с Францией сепаратный мир в Фоссеме, по которому ему были уступлены крепости в Клеве, занятые французами.
После вторжения маршала Люксембурга в Голландию и Тюренна в область Рейна, регенсбургский рейхстаг решился энергичнее противостоять Людовику XIV. Кёльн, Майнц и Бранденбург заключили новое соглашение с императором для совместной борьбы с Францией. Сначала театр военных действий был в Эльзасе, но в январе 1675 года курфюрст отступил за Рейн.
В это время Людовик XIV убедил Карла XI вторгнуться со стороны Померании в бранденбургские владения, чтобы отвлечь курфюрста от Рейна. Фридрих-Вильгельм, получив весть о вторжении шведов в Марку, поспешил на север. Густав Врангель не щадил Марки: его солдаты опустошали всё на своём пути. 21 июня курфюрст был в Магдебурге; отсюда путь его лежал к Хафелю, правый берег которого был занят шведами от Хафельберга до Бранденбурга. Курфюрст решил прорвать эту линию при Ратенове, что ему и удалось благодаря хитрости и смелости Дёрффлингера (25 июня).
Военные силы шведов были разделены; правый фланг, под начальством Густава Врангеля, стоял у Хафельберга, левый, под начальством Германа Врангеля — в Бранденбурге. При вести о Ратеновской неудаче, Герман Врангель двинулся на соединение со своим братом, но это соединение военных сил шведов удалось предупредить. 28 июня курфюрст разбил шведов наголову в сражении при Фербеллине.
Император и империя объявили шведов врагами империи и вместе с Нидерландами, Испанией и Данией объявили Швеции войну. К коалиции примкнули Брауншвейг, Целле, Мюнстер. Уже к концу 1675 года все владения шведов в Германии были потеряны. Не последнюю роль в этом сыграл тактический приём предпринятый Фридрих Вильгельмом I, который получил название Великий ледяной манёвр. Сопротивление оказывал ещё Штеттин, но к концу 1677 года пал и этот город. В союзе с Данией удалось отнять у шведов и остров Рюген; в сентябре 1678 года сдался Штральзунд.
Неудачной была и отчаянная попытка шведов сделать из Ливонии вторжение в Пруссию. Курфюрст, узнав об этом плане, быстро двинул свои войска на восток; при вести об этом шведы отступили.
Перспектива обширного территориального приобретения рисовалась Фридриху Вильгельму, когда один за другим союзники его стали заключать с Францией сепаратные мирные договоры. Дипломатия решила померанский вопрос не к выгоде Бранденбурга. Здесь особенно ярко дал себя почувствовать антагонизм Австрии и Пруссии, зависть империи к политическому и территориальному усилению Бранденбурга. Оставшись лицом к лицу с Людовиком XIV, который категорически требовал возвращения шведам всех сделанных в Померании завоеваний, курфюрст не решался продолжать войну и заключил мир с Францией в Сен-Жермене, 29 июня 1679 года, по которому он всё завоёванное уступал побеждённому врагу. Главная доля вины в этом тяжёлом для Бранденбурга мире лежала на императоре. Курфюрст сам говорил, что к миру вынудил его не французский король, а вынудили империя, император и его союзники.
С 1679 года Бранденбург уже не участвовал в войнах с Францией; Фридрих Вильгельм соблюдал нейтралитет и всё своё внимание сосредоточил на своих бранденбургских землях. С полной отменой Нантского эдикта дело несколько изменилось: Фридрих-Вильгельм снова сблизился с главным врагом Франции, Вильгельмом Оранским. В третьей войне против Людовика Фридрих-Вильгельм не успел принять участия: он умер в 1688 году.

### Силезский вопрос
Последний вопрос во внешней политике Фридриха Вильгельма — силезский. В 1675 году вымерла герцогская линия Лигниц-Бриг и Волау. Пользуясь тем, что Фридрих-Вильгельм был занят в это время войною со шведами, император присоединил её земли к своим владениям. В 1686 году между императором и курфюрстом заключено было соглашение, по которому курфюрст отказался от своих притязаний на силезские герцогства, но зато должен был получить область Швибус в Богемии. Вопрос о Швибусе, однако, остался нерешённым ввиду смерти Фридриха-Вильгельма.

## Семья
Фридрих Вильгельм был женат два раза: в первый раз на Луизе Генриетте Нассау-Оранской, во второй, с 1668 года, на Доротее Гольштейн-Глюксбургской. У него были дети от обоих браков, и в его семье случались крупные конфликты. Наследником престола был Фридрих, сын Луизы Генриетты. Отношения между ним и Фридрихом Вильгельмом были очень натянутые, тем более, что курфюрст хотел раздать маркграфам, сыновьям Доротеи, бранденбургские земли. Завещание было составлено в этом духе. Ввиду враждебного отношения отца, курпринц искал сближения с императором, который один мог кассировать завещание, шедшее к тому же вразрез с династическим законом курфюрста Альбрехта Ахилла 1473 года.
- 1-я жена: с 1648 года Луиза Генриетта Нассау-Оранская (1627—1667), дочь Фредерика-Генриха, штатгальтера Нидерландов
  - Вильгельм Генрих (21 мая 1648 — 24 октября 1649)
  - Карл Эмиль (16 февраля 1655 — 7 декабря 1674), кронпринц Бранденбурга
  - Фридрих I (17 июля 1657 — 5 февраля 1713), курфюрст Бранденбурга (Фридрих III, 1688—1701), король Пруссии с 1701
  - Амалия (19 ноября 1664 — 1 февраля 1665)
  - Генрих (19 ноября 1664 — 26 ноября 1664)
  - Людвиг (8 июля 1666 — 8 апреля 1687), принц Бранденбурга; жена: с 1681 Людовика Каролина Радзивилл (1667—1695)
- 2-я жена: с 1668 Доротея София Шлезвиг-Гольштейн-Зондербург-Глюксбургская (1636—1689), вдовствующая герцогиня Брауншвейг-Люнебург-Каленбергская, дочь Филиппа, герцога Гольштейн-Глюксбурга
  - Филипп Вильгельм (19 мая 1669 — 19 декабря 1711), маркграф Бранденбург-Шведтский с 1689
  - Мария Амалия (16 ноября 1670 — 17 ноября 1739); 1-й муж: с 1687 наследный принц Карл Мекленбург-Гюстровский (1664—1688); 2-й муж: с 25 июня 1689 Мориц Вильгельм (12 марта 1664 — 15 ноября 1718), герцог Саксен-Цейца
  - Альбрехт Фридрих (1672—1731), титулярный маркграф Бранденбург-Шведтский, генерал прусской армии, женат с 31 октября 1703 года на Марии Доротее Курляндской (1684—1743), дочери герцога Курляндского Фридриха Казимира (1650—1698)
  - Карл Филипп (5 января 1673 — 23 июля 1695), принц и маркграф Бранденбурга; жена: с 28 мая 1695 (тайно, брак не признан) Катерина ди Бальбиано (1670—1719).
  - Елизавета София (5 апреля 1674 — 22 ноября 1748); 1-й муж: с 1691 Фридрих Казимир Кеттлер (6 июля 1650 — 22 января 1698), герцог Курляндии (1682—1698); 2-й муж: с 30 марта 1703 Кристиан Эрнст (6 августа 1644 — 10 мая 1712), маркграф Бранденбург-Байрейта; 3-й муж: с 3 июня 1714 Эрнст Людвиг I (7 октября 1672 — 24 ноября 1724), герцог Саксен-Мейнингена
  - Доротея (6 июня 1675 — 11 сентября 1676)
  - Кристиан Людвиг (24 мая 1677 — 3 сентября 1734), маркграф Бранденбург-Шведтский, заказчик «Бранденбургских концертов» Баха.

## Память
В честь Фридриха Вильгельма I названа набережная Фридрихсграхт на острове Шпреинзель в историческом центре Берлина.
Курфюрст стал одним из персонажей драмы Генриха Клейста «Принц Фридрих Гомбургский».

## Интересные факты
Фридрих Вильгельм I был большим любителем экзотической разновидности шахмат - курьерских шахмат. В деревне Стробек (нем. Ströbeck), под Хальберштадтом, хранится шахматная доска, которую он подарил жителям в 1651 году. В комплекте к ней шли утерянные к нашему времени серебряные фигуры.